# Thesszália története
Thesszália (Θεσσαλία) története Görögország középső részén a neolitikumba nyúlik vissza. Jelentős szerepet játszott az emberi civilizáció megjelenésében. Később Görögország, a Római Birodalom, a Bizánci Birodalom és az Oszmán Birodalom része volt többek között, hogy a 19. században ismét a független Görögország egyik tartománya lehessen.

## Thesszália korai története
Szeszklo mellett az i. e. 7. évezred és az i. e. 4. évezred között virágzó középső neolitikus kultúrát tártak fel. Dimini mellett pedig az i. e. 5. évezredi neolitikus településen kívül nagy mükénéi települést is találtak. A mükénéi korszakban Thesszália – akkor tkp. Magnészia fővárosa Iolkosz – kb. i. e. 2500 óta lakott –, (a mai Vólosz) volt, ahonnan a mondabeli argonauták Iaszón vezetésével elindultak az aranygyapjúért. Iolkosztól délre volt a későbbi virágzó kikötő Pagaszai, Pherai kikötővárosa.
A thesszaloszok az i. e. 2. évezred végén vándoroltak be Thesszáliába és leigázták az ott élő népeket, akikből a spártai helótákéhoz hasonló helyzetű penesztészek lettek.  A környező hegyekben élő népek – keletre a magnészok, délkeletre a phtiótisziak, délre az ainisziak, délnyugatra (és Szküroszon) a dolopszok és valószínűleg nyugatra a perrhaiboszok – is fokozatosan alávetett helyzetbe (perioikosz) kerültek, akik adóztak a thesszaloszoknak.

## Thesszália az ókorban
A hagyomány szerint az i. e. 6. században alakult meg a Thesszáliai Szövetség, aminek élén – eleinte csak háborús veszély esetén – a vezető családokból – mint a Lariszai Aleuadák, a krannóni Szkopadák és a pharszaloszi Ekhekratidák – kikerülő katonai főparancsnok, a tagosz állt. Ezek a nemesi családok szövetségbe szervezték Thesszáliát és később a befolyásuk alá vonták a delphoi amphiktüoniát is. Thesszália nagyon híres volt a lovasságáról. A görög-perzsa háború idején az Aleuadák a perzsákhoz csatlakoztak.
Az i. e. 4. század elején a zsarnok Iaszón mint a Thesszáliai Szövetség tagosza megszervezte Thesszália egységét, azonban i. e. 370-ben meggyilkolták. i. e. 369-ben a phtiótiszi Pherai türannosza pherai Alexandrosz bejelentette igényét egész Thesszáliára, amit a thesszaloszok, élükön az Aleuadákkal élesen elleneztek és a makedón királytól II. Alexandrosztól kértek segítséget. A makedón király azonban nem tudott sokáig Thesszáliában maradni, mert otthon trónkövetelője akadt. Azt tanácsolta tehát, hogy a thesszaloszok kérjék Thébai segítségét. A Thébaiba érkező thesszalosz küldöttséget Pelopidasz boiótarkhosz fogadta, aki kapva kapott az alkalmon, mert vágyott barátja Epameinóndasz hadisikereire. Seregével benyomult Thesszáliába, magnészia vidékére, ahol nem tudta legyőzni pherai Alexandroszt, de az a veszteségek hatására mégis békét kötött, és megígérte, hogy nem háborgatja többé Thesszáliát. Pelopidasz ekkor Makedóniába ment, ahol szerződést kötött makedóniai Alexandrosszal, aki elismerte magát Thébai alávetett szövetségesének, s ezzel a Thébai befolyás Thesszálián túl Makedóniára is kiterjedt volna, ha Alexandroszt nem gyilkolják meg i. e. 368-ban. Ptolemaiosz került hatalomra és ekkor Pelopidasz hazatért a thébai hadsereggel, s nem foglalkozott néhány évig az északi ügyekkel. Ezzel Thesszália megszabadult a közvetlen thébai gyámkodástól, ráadásul Thébai a mantineai csata után felhagyott hegemón politikájával.
Az i. e. 4. század második felében Thesszália függésbe került Makedóniától és sokan vazallusként szolgálták őket. A Thesszáliai Szövetség II. Philipposzt választotta vezérévé, s a thesszáliai haderő Philipposz seregét erősítette. Philipposz meggyilkolása után több helyen Görögországban, így Thesszáliában is lázadás készülődőtt a makedónok ellen. Philipposz fia és utóda, III. Alexandrosz, azaz a későbbi Nagy Sándor azonban kerülőúton gyorsan Thesszáliába vonult, ahol a thesszaloszok nem vállalták a harcot és Alexandroszt is megválasztották a Thesszáliai Szövetség tagoszává apja nyomán. A thesszáliai haderő ezután Alexandroszt szolgálta, ahogy korábban Philipposzt.
A rómaiak i. e. 148-ban Thesszáliát Makedónia provincia részévé tették, de 300-ban külön provincia lett Larisza székhellyel. A római időkre Magnészia, Dolopia, Phthiótisz és Malisz területileg és etnikailag és beolvadt Thesszáliába (ma viszont a régi Dolopia és Malisz Közép-Görögország része).

## Thesszália a középkorban

### Politikai története
A Bizánci Birodalom része volt a 1204-ig, amikorra nagy részét vlach pásztorok vonták ellenőrzésük alá (ld. Nagy Vlachia, görögül Μεγάλη Βλαχία, Megalé Blakhia).
A negyedik keresztes hadjárat után – amelyik elfoglalta Konstantinápolyt és ott létrehozta a latin Császárságot –, Thesszália a Thesszalonikéi Királyság ellenőrzése alá került, de 1215-ben I. Theodor epiruszi despota megtámadta és elfoglalta Thesszáliát. 1239-ig Theodor és thesszalonikéi utódai uralma alatt maradt, amikor a letett thesszalonikéi uralkodó Komnénosz Dukász Mánuel el nem foglalta azt unokaöccsétől Komnénosz Dukász Jánostól különválasztva azt a többi családi birtoktól.
A dinasztiának 1318-ban lett vége, majd bizánci és szerb uralom következett. Rövid függetlenség után az Oszmán Birodalom foglalta el Thesszáliát 1394-ben. 1881-ben a törökök Thesszália legnagyobb részét feladták. Halála után Thesszália visszakerült Epiruszhoz Komnénosz Dukász II. Mihály uralma alá, akinek 1268-as halála után a család másik, illegitim ágának birtoka lett. Ezen ág kihalása után 1318-ban a függetlenség és a növekvő káosz időszaka következett. Az 1330-as évek azon próbálkozásai, hogy az epiruszi ellenőrzést kiterjesszék rá, bizánci invázióhoz vezettek és 1336-ra a tartomány megint a Bizánci Birodalom része lett. Nem túl sokáig, mert 1348-ban a helyi nemességet rákényszerítették, hogy elismerje a terjeszkedő szerb cár, IV. Uros István felsőbbségét. Uros István és kormányzójának halála felkeléshez vezetett, de 1359-re Thesszália István féltestvére, Palailogosz Uros Simon birtokainak a központja lett Trikkala székhellyel és a szerbek és görögök császárának hívatta magát. Viszonylagos fellendülés következett, amíg a szerb uralkodók kora véget nem ért 1373-ban és Thesszália új urai (az Angelosz Philanthropenoszok) elismerték a bizánci felsőbbséget, s végül 1394-ben az Oszmán Birodalom foglalta el Thesszáliát.

### Thesszália uralkodói
- Komnénosz Dukász Theodor (1215–1230), arkhón, 1227-től császár (baszileusz)
- Komnénosz Dukász Mánuel (1230–1237 és 1239–1241), deszpotész
- Komnénosz Dukász János (1237–1239), deszpotész
- Komnénosz Dukász Mihály (1241–c. 1268), deszpotész
- I. Dukász János (c. 1268 – 1289), szebasztokratór
- Thesszáliai Dukász Konstantin (1289–1303), szebasztokratór
- II. Dukász János (1303–1318), szebasztokratór
- Gabrielopulosz István (1318–1332), arkhón
- II. Orsini János (1332–1335), deszpotész

(Bizánci uralom 1335–1348)
- Monomakhosz Mihály (1335–1342), kormányzó
- Angelosz János (1342–1348), kormányzó

(Szerb uralom 1348–1356)
- Preljub György (1348–1356), kaiszar (Caesar)

- II. Orsini Nikephorosz (1356–1359), deszpotész
- Palailogosz Uros Simon (1359–c. 1370), a szerbek és görögök császára
- Dukász Palailogosz Uros János (c. 1370–c. 1373), a szerbek és görögök császára

(Bizánci felsőbbség c.1373–1394)
- Alexiosz Angelosz Philanthropenosz (c. 1373–c. 1390), kaiszar (cézár)
- Manuel Angelosz Philanthropenosz (c. 1390–1394), kaiszar

(Oszmán uralom 1394-től)